# Wildcat 12
Wildcat 12 är ett reservat i Kanada.   Det ligger i provinsen Nova Scotia, i den sydöstra delen av landet, 900 km öster om huvudstaden Ottawa. Wildcat 12 ligger vid sjöarna  Hog Lake och Molega Lake.
I omgivningarna runt Wildcat 12 växer i huvudsak blandskog. Runt Wildcat 12 är det mycket glesbefolkat, med 3 invånare per kvadratkilometer.